# Мантео (Северна Каролина)
Мантео (енгл. Manteo) град је у америчкој савезној држави Северна Каролина.

## Демографија
По попису из 2010. године број становника је 1.434, што је 382 (36,3%) становника више него 2000. године.
| Група             | 2000.       | 2010.         |
| Белци             | 899 (85,5%) | 1.136 (79,2%) |
| Афроамериканци    | 106 (10,1%) | 121 (8,4%)    |
| Азијати           | 1 (0,1%)    | 5 (0,3%)      |
| Хиспаноамериканци | 27 (2,6%)   | 129 (9,0%)    |
| Укупно            | 1.052       | 1.434         |